# Ekallatum
Ekallatum byl starověký asyrský městský stát (království) v oblasti horní Mezopotámie. Jeho přesnou polohu se ještě nepodařilo určit, ale je umisťován na levý břeh Tigridu, na jih od města Aššúr.
Ekallatum (v překladu „palác“) bylo sídlem amoritské dynastie, spřízněné s asyrskou královskou rodinou. Bylo velmi důležitým centrem v 19. a 18. století př. n. l. Historie této oblasti je zdokumentována díky nálezům v archívech z města Mari v dnešní Sýrii.

## Historie
Prvním nám známým králem města byl Ila-kabkabi, který se dostal do konfliktu s králem Mari, Jagitlimem. Syn Ila-kabkabiho Šamší-Adad I. nastoupil na trůn kolem roku 1810 př. n. l. a pokračoval v bojích s Mari a pokusil se obsadit údolí při toku Cháburu. Jeho výboje byly zastaveny Jagitlimovým synem Jachdumlimem. Pak ho navíc porazil i Náram-Sín z Ešnunny a byl donucen prchnout do Babylónu. Po Náram-Sínově smrti se vrací do města. Krátce nato zaznamenal velké válečné úspěchy a podrobil si celou oblast horní Mezopotámie (porazil i asyrského krále Erišuma II.). Obnovil a ustanovil pak jako nové hlavní město Šubat-Enlil, přičemž Ekallatum předal svému staršímu synovi Išme-Dagánovi I. (druhému ze synů Jasmach-Adadovi předal správu Mari). Išme-Dagán postupně pod tlakem vládců sousedních zemí (např. Zimrilima z Mari po pádu Jasmach-Adada) ztrácel území, ale Ekallatum si udržel až asi do r. 1763, kdy město padlo do rukou Elamu. Išme-Dagán prchl do Babylonu, vrátil se s Chammurapiho vojsky a společně město dobyli zpět. Išme-Dagán se znovu ujal trůnu, tentokrát však již jako vazal babylonského Chammurapiho. Po smrti Išme-Dagána byl jeho nástupcem jeho syn Mut-Aškur, který je také na seznamu asyrských králů. Je uváděn jako poslední král Ekallatumu (podle některých zdrojů byl posledním králem Drove-Asqur).
V té době Ekallatum ztratilo svou výjimečnost a vytratilo se v asyrské historii.